# Тонкая синяя линия
«Тонкая синяя линия» (англ. Thin Blue Line)   — фраза и символ, которые используются правоохранительными органами во многих странах мира. Эта фраза фигурально означает и позиционирует правоохранительные органы как тонкую грань между порядком и анархией.

## История
Термин происходит от «Тонкой красной линии», образованной девяносто третьим горным пехотным полком британской армии в битве под Балаклавой в 1854 году, когда шотландцы смогли задержать атаку русской кавалерии. Тогда английские войска, рассеянные после неудачной атаки, пытались перегруппироваться. Заметив это, русская кавалерия перешла в атаку, чтобы окончательно разбить британцев. Но за несколько минут до удара, который бы означал поражение британской армии, командир Колин Кэмпбелл приказал своим солдатам построиться в шеренгу по два, вместо предусмотренной уставами в таких случаях шеренги по четыре.
Корреспондент «Таймс» описал потом шотландский полк в этот момент как «тонкую красную полоску, ощетинившуюся сталью». Со временем это выражение перешло в устойчивый оборот «тонкая красная линия», что означает оборону из последних сил.
Первое известное использование фразы «тонкая синяя линия» принадлежит стихотворению 1911 года Нельса Дикмана Андерсона под названием «Тонкая синяя линия». В поэме эта фраза используется для обозначения армии Соединённых Штатов, которая носила, в отличие от англичан не красные, а синие мундиры.
Неизвестно точно, когда этот термин стал использоваться по отношению к полиции. В 1950-х годах главный руководитель Департамента полиции Лос-Анджелеса Уильям Паркер использовал эту фразу в одном из телевизионных шоу. Как пояснил Паркер, тонкая голубая линия, представляющая Департамент, была барьером между правопорядком и социальной и гражданской анархией. Такая фраза также задокументирована в патенте 1965 правительством штата Массачусетс, ссылаясь на свои государственные полицейские силы и даже на более ранние полицейские отчеты Нью-Йоркской полиции. К началу 1970-х годов этот термин распространился на отделы полиции в США.
Использование этого термина стало особенно распространенным после выпуска документального фильма Эрлора Морриса «Тонкая голубая линия» об убийстве офицера полиции Далласа Роберта Вуда.

## Символ
The Blue Line Identifier ™, состоящий из одной горизонтальной синей линии на чёрном поле, является зарегистрированной торговой маркой Blue Line Productions, Inc. Он был разработан компанией в 1993 году и использовался для идентификации аутентичных товаров, которые продавались только правоохранительным органам.
Сейчас для поддержки полиции в США и Великобритании используются черно-белые флаги этих стран с горизонтальной синей линией.
В настоящее время символ распространен также в Канаде, Австралии, Германии, Бельгии, Швейцарии и Польше.

## Украина
На Украине программа «Тонкая синяя линия» началась как социальное движение для поддержки полицейских. В патрульной полиции проходит службу более тысячи ветеранов АТО. Первым акцию запустил ветеран АТО и основатель пиццерии «Pizza Veterano» Леонид Остальцев. 14 октября 2017, в День защитника Украины, киевский центр «Pizza Veterano» первым вывесил синюю ленту и выдал патрульным дисконтные карточки.
Впоследствии в программу поддержки полиции присоединились учреждения Ивано-Франковска, Ровно, Днепра, Черновцов, Мариуполя.

## Принципы «тонкой синей линии»
- я стараюсь не нарушать закон;
- я помогу патрульному полицейскому, если это будет необходимо;
- я выражаю уважение к патрульному полицейскому и ожидаю уважения к себе.